# Tổng công ty Thương mại Hà Nội
Tổng công ty Thương mại Hà Nội (Hapro) là doanh nghiệp nhà nước được thành lập theo quyết định số 129/2004/QĐ-TTg của Thủ tướng chính phủ và Quyết định số 125/2004/QD-UBND của Ủy ban Nhân dân Thành phố Hà Nội. Sau gần 10 năm hoạt động, doanh nghiệp này đã và đang khẳng định được về một đơn vị đi đầu trong ngành thương mại Hà Nội.

## Tổ chức
Tổng công ty có các phòng ban chức năng, 17 công ty con, 15 đơn vị hạch toán phụ thuộc và 23 công ty liên kết.

### Phòng ban chức năng
- Ban Pháp lý Hợp đồng
- Ban tài chính Kế toán và kiểm toán
- Ban Thương Hiệu - Marketing
- Ban Đối ngoại
- Bộ phận thư ký tổng hợp
- Phòng Phát triển dự án
- Phòng phát triển hạ tầng Thương mại
- Phòng Quản lý mạng lưới
- Phòng Quản trị nhân sự
- Trung tâm nghiên cứu phát triển
- Văn phòng
- Văn phòng đại diện TCT tại Liên bang Nga

### Công ty con
- Công ty Cổ phần XNK Nam Hà Nội (Simex)
- Công ty TNHH Nhà nước một thành viên XNK và ĐT Hà Nôi (UNIMEX)
- Công ty TNHH Nhà nước 1 thành viên Thực phẩm Hà Nội
- Công ty Thương mại dịch vụ Tràng Thi
- Công ty Thương mại dịch vụ Thời trang Hà Nội (Hafasco)
- Công ty sản xuất xuất khẩu Nông sản Hà Nội
- Công ty Thương mại và Đầu tư Hà Nội
- Công ty Cổ phần chế biến rau, củ quả an toàn Hapro
- Công ty cổ phần đầu tư thương mại và dịch vụ Chợ Bưởi.
- Công ty cổ phần Đầu tư và xây dựng Thủy tinh Hà Nội
- Công ty Cổ phần Gốm Chu Đậu
- Công ty cổ phần Phương Nam
- Công ty Cổ phần Thủy Tạ
- Công ty Cổ phần Thương mại - Đầu tư Long Biên
- Công ty Cổ phần Sứ Bát Tràng
- Công ty cổ phần sự kiện và ẩm thực Hapro
- Công ty Cổ phần Vật liệu xây dựng Hà Nội

## Lĩnh vực hoạt động
Tổng công ty Thương mại Hà Nội trở thành đơn vị mạnh trong ngành thương mại, dịch vụ của Việt Nam và đã được trao tặng nhiều danh hiệu, giải thưởng như "Đơn vị xuất khẩu uy tín" của Bộ Thương mại; "Doanh nghiệp tiêu biểu Hà Nội vàng"; "Thương hiệu mạnh Việt Nam"; "Top Trade Service" của Bộ Công Thương.
Hiện nay, các lĩnh vực hoạt động chính của tổng công ty bao gồm các nhóm sau:
- Xuất khẩu: nông sản, thực phẩm chế biến, đồ uống, hàng may mặc, hàng thủ công mỹ nghệ và hàng hoá tiêu dùng;
- Nhập khẩu: máy móc, thiết bị, nguyên vật liệu và hàng tiêu dùng;
- Phân phối, bán lẻ: với hệ thống trung tâm thương mại, siêu thị, chuỗi cửa hàng tiện ích và chuyên doanh;
- Cung ứng các dịch vụ: nhà hàng ăn uống, du lịch lữ hành, kho vận
- Sản xuất, chế biến: hàng thực phẩm, gia vị, đồ uống, thủ công mỹ nghệ, may mặc.
- Đầu tư phát triển hạ tầng thương mại, dịch vụ.